# Dasyrhicnoessa
Genre
Dasyrhicnoessa est un genre d'insectes diptères brachycères de la famille des Canacidae.

## Liste d'espèces
Selon BioLib (16 janvier 2021) :
- Dasyrhicnoessa asymbasia Sasakawa, 1994
- Dasyrhicnoessa atripes Munari, 2004
- Dasyrhicnoessa boninensis Sasakawa, 1994
- Dasyrhicnoessa ciliata Munari, 2004
- Dasyrhicnoessa ferruginea (Lamb, 1914)
- Dasyrhicnoessa fulvescens Malloch, 1935
- Dasyrhicnoessa humilis Munari, 2004
- Dasyrhicnoessa insularis (Aldrich, 1931)
- Dasyrhicnoessa longisetosa Munari, 2004
- Dasyrhicnoessa macalpinei Munari, 2004
- Dasyrhicnoessa ostentatrix Munari, 2004
- Dasyrhicnoessa pallida Munari, 2004
- Dasyrhicnoessa paradoxa Munari, 2014
- Dasyrhicnoessa phyllodes Sasakawa, 1994
- Dasyrhicnoessa priapus Munari, 2004
- Dasyrhicnoessa serratula Malloch, 1935
- Dasyrhicnoessa sexseriata (Hendel, 1913)
- Dasyrhicnoessa tripunctata Sasakawa, 1974
- Dasyrhicnoessa vockerothi Hardy & Delfinado, 1980
- Dasyrhicnoessa yoshiyasui Sasakawa, 1986